# Macrodactylus cyanonigrus
Macrodactylus cyanonigrus är en skalbaggsart som beskrevs av Evans 2003. Macrodactylus cyanonigrus ingår i släktet Macrodactylus och familjen Melolonthidae. Inga underarter finns listade i Catalogue of Life.